# Anonyx pseudeous
Anonyx pseudeous is een vlokreeftensoort uit de familie van de Uristidae. De wetenschappelijke naam van de soort is voor het eerst geldig gepubliceerd in 1991 door Steele.